# Faschine

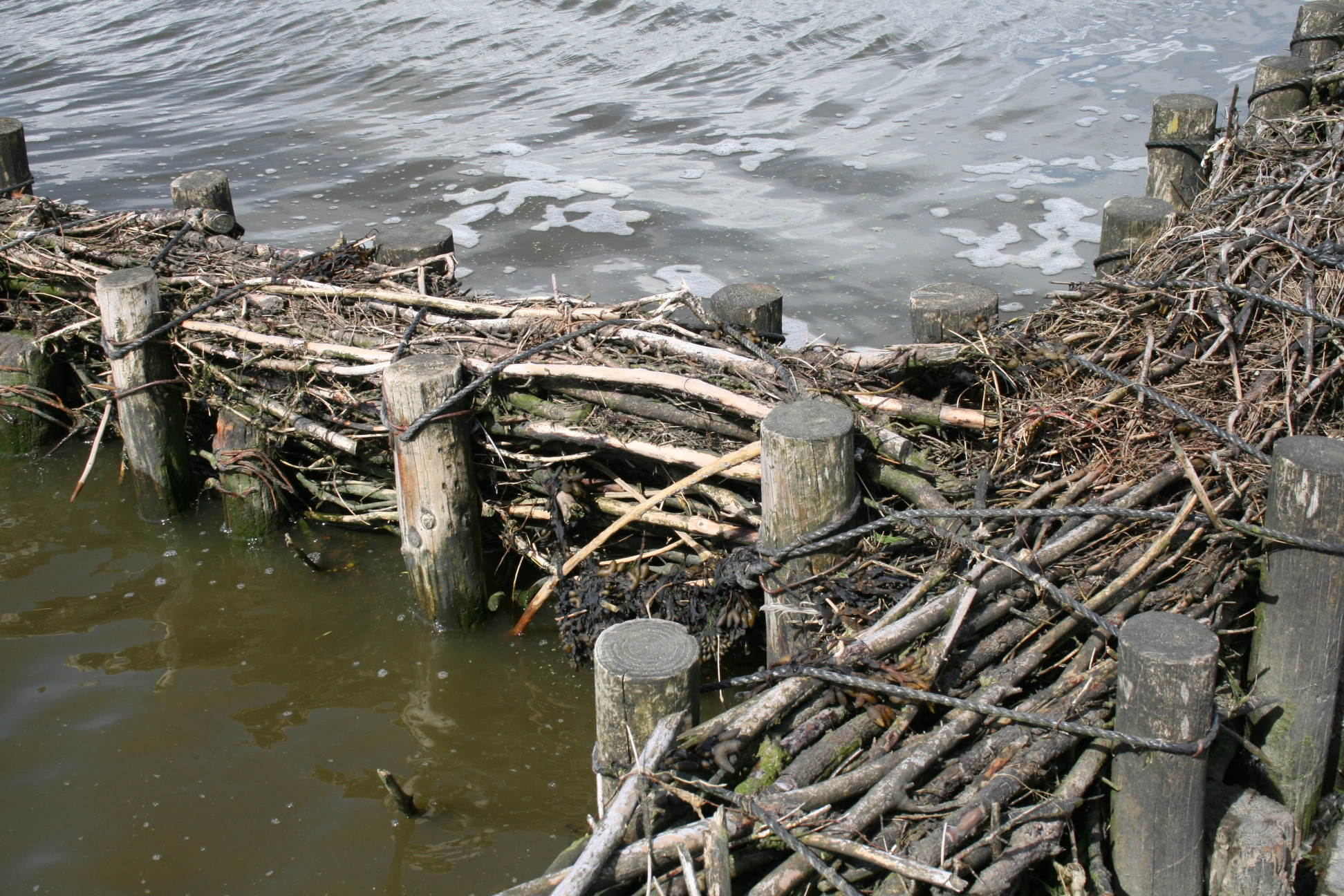
Faschinen in Lahnungen im Watt

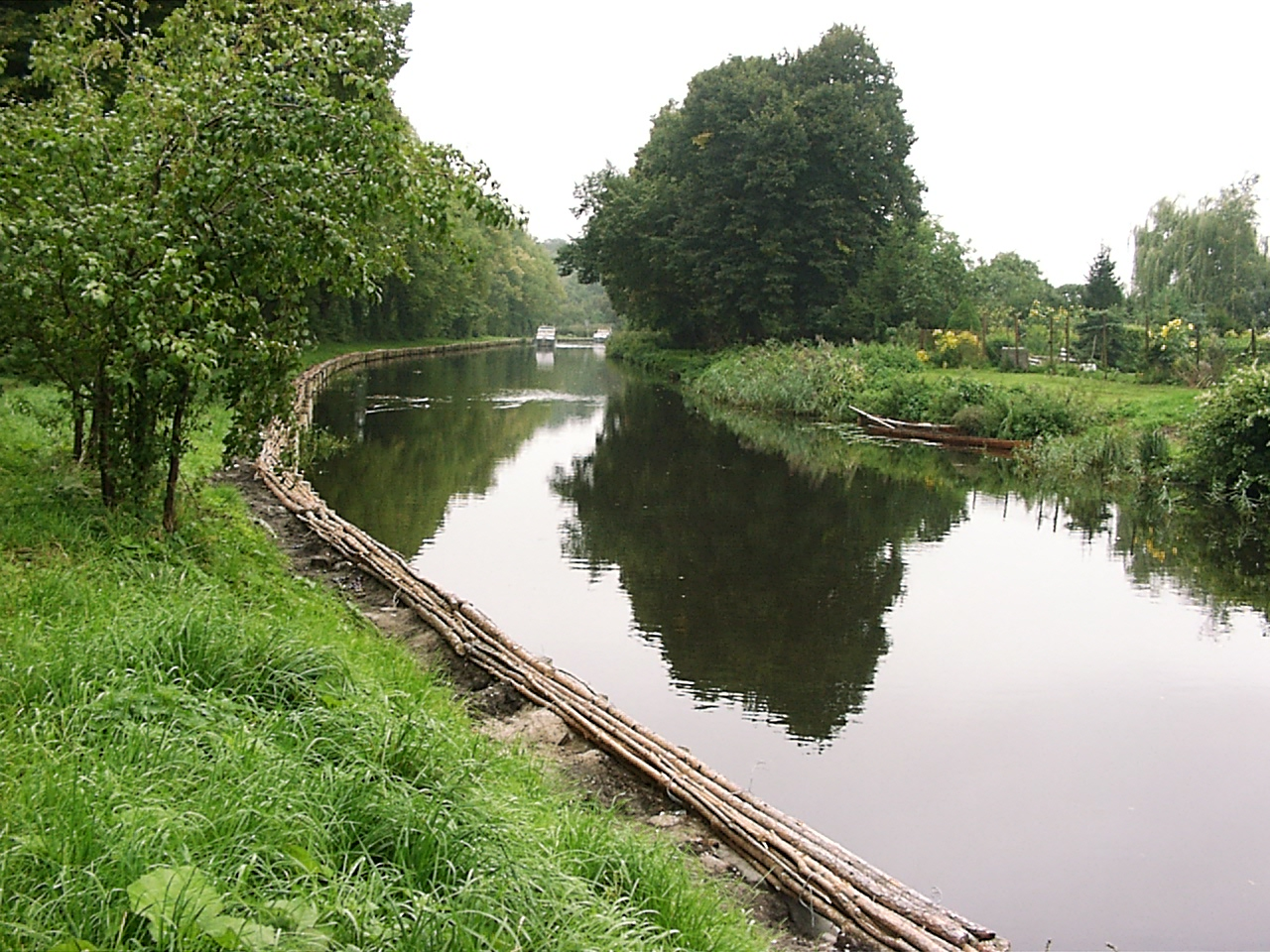
Mit Faschinen befestigtes Ufer des Templiner Kanals in Templin

Faschinen (von lateinisch fascis; italienisch fascio ‚Bündel‘, ‚Bund‘), auch Stackbusch, sind walzenförmige Reisig- bzw. Rutenbündel von einigen Metern Länge, welche in erster Linie zur Abwehr von Erosionserscheinungen bzw. Böschungsbrüchen genutzt werden.
Faschinen werden insbesondere bei der Landgewinnung im Watt beim Bau der Lahnungen genutzt, um durch Beruhigung der Strömungen die durch die Gezeiten im Wasser transportierten Schwebstoffe zur Sedimentation und Aufschlickung zu bringen.
Über die Verlandung hinaus finden sie im Wasserbau zur Strukturverbesserung an Ufer- oder Gewässersohlenbefestigungen Anwendung, siehe dazu auch Schlacht (Wasserbauwerk) und Wolfsches Gehänge. Ferner werden sie auch beim Bau von Böschungen verwendet. In Reihe eingegrabene Faschinen können auch der Drainage dienen. Bis in die Neuzeit hinein kamen sie als Teil von Knüppeldämmen im Wegebau auf sumpfigem Untergrund zum Einsatz.

## Beschreibung
Faschinen werden in der Regel aus frisch geschnittenem biegsamen Reisig zu Bündeln von 10–40 cm Stärke und bis zu 4 m Länge V-förmig zusammengebunden. Dabei liegen die stärkeren Astabschnitte in der Mitte und die dünnen Enden zur Strömungsbremsung am Rand. Das Reisigbündel wird mit Lederriemen zusammengepresst und dann mit kräftigem Bindedraht in engen Abständen zusammengebunden. Vor Ort werden die Faschinen mit oder an Pfählen befestigt (DIN 19657, DWA M 620, Hacker u. Johannsen 2012).
Unterschieden werden Faschinen aus bewurzelungsfähigem Reisig, in der Regel Ruten und Äste von Schmalblattweiden. Oberhalb der Mittelwasserlinie können diese sich auf geeigneten Standorten bewurzeln und zu einem Weidengebüsch auf Ufern oder Böschungen heranwachsen. Nicht bewurzelungsfähiges Reisig kann zur Sicherung oder Strukturanreicherung von Unterwasserböschungen eingesetzt werden.
Auf Böschungen können die Faschinen zur Stützung und Dränung einer Vegetationstragschicht schräg zur Falllinie eingebaut werden. Eine Variante ist die rautenförmige Verlegung vor einer Andeckung der Vegetationstragschicht. Bei einer Verlegung in der Falllinie oder schräg dazu wirken Faschinen auch als Drainage (DIN 18918).
Im Belagerungskrieg wurden Faschinen ferner dazu genutzt, Burg- oder andere Gräben aufzufüllen, um so das Anlegen von Sturmleitern zu ermöglichen. Faschinenhaken waren Werkzeuge mit drei eisernen Haken, um das Faschinenwerk und die Schanzkörbe einzureißen. Faschinen-Bajonette mit Sägerücken gehörten zur Ausrüstung der Pioniertruppen.
Faschinen werden auch zur vorläufigen Dammsicherung bei Flussregulierungen benutzt. Am Unterwasser kommen dabei Senkfaschinen zum Einsatz. Diese sind im Inneren der Bündel mit Steinen gefüllt. Das Reisig schützt vor Abtragung durch die Wasserströmung. Sediment setzt sich in die Zwischenräume.
Bei Renaturierungsmaßnahmen an Gewässern werden Faschinen auch zur Verbesserung der Gewässerstruktur, zur Verbesserung der Strömungsdiversität und zum Bau von Fischunterständen verwendet (DWA M 620).
Beim Küstenschutz dienen Faschinen dem Schutz von Dünen und Sandstränden. Sie schützen vor Verwehung und dienen der Sedimentation des Sandes auf der Leeseite.
Auch bei Wiederaufforstungen an Hängen werden Faschinen zur Befestigung verwendet.
Im Bergbau wurden Faschinen in druckhaftem Gebirge mitunter als Packung zum Abfedern eventueller Gebirgsbewegungen hinter Schacht- oder Stollenausbauten verwendet.
Heute stammt ein großer Teil des Materials aus Waldrestholz.

## Anwendungsbeispiel
Zahlreiche neuere Anwendungsbeispiele für die Bereiche Fließgewässerrenaturierung und naturnahe Ufersicherung finden sich im DWA Merkblatt 620.

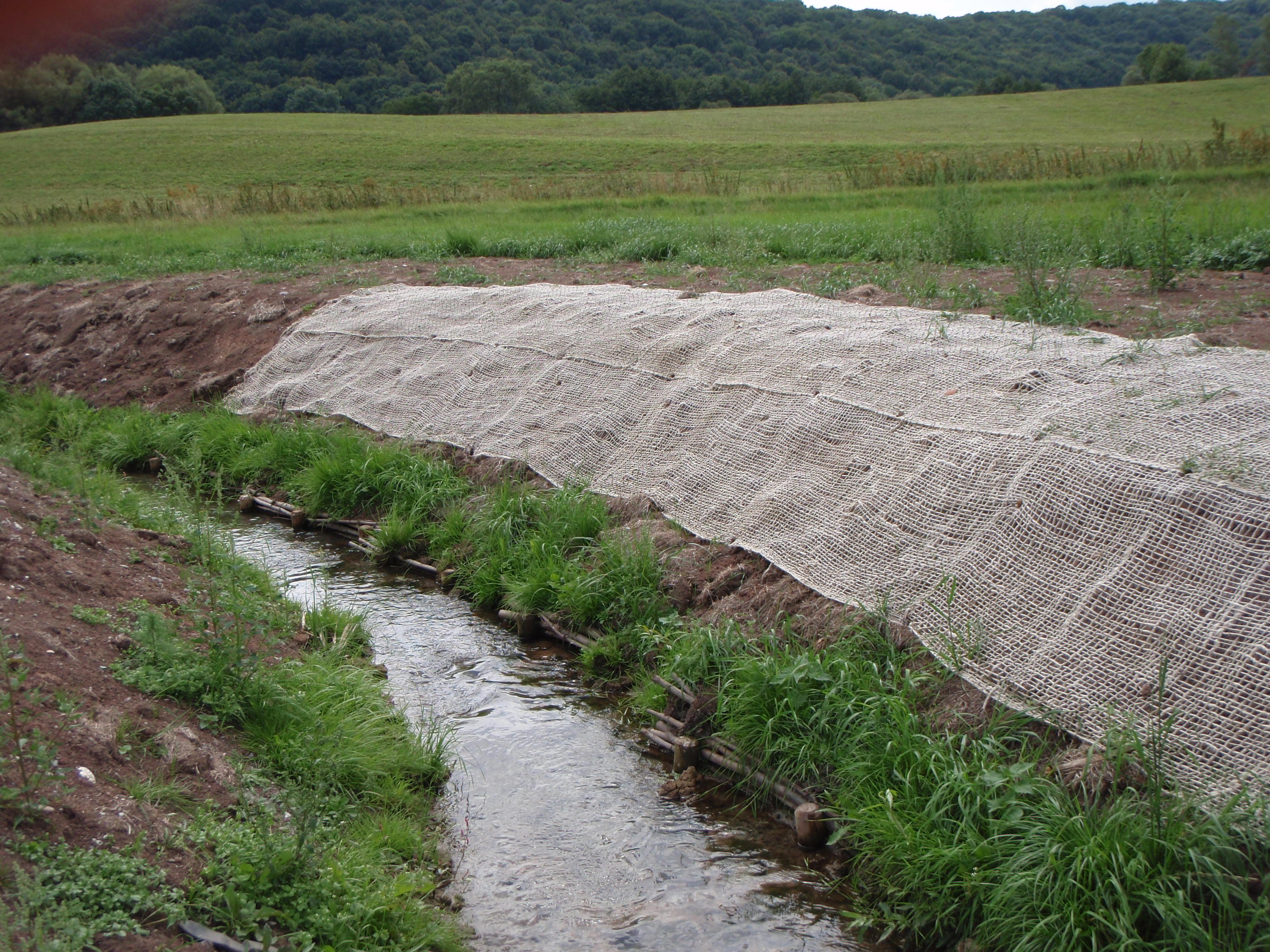
Uferfaschine als Böschungsfußsicherung an einem Hügellandbach

Bei der internationalen Rheinregulierung für den Fußacher Durchstich musste für die Dämme zuerst ein Faschinenbett erstellt werden.

„Das aus Faschinenbündeln bestehende Faschinenbett, als Unterlage für die Vorgrundsteine bei weichem Untergrund, war ein dringend notwendiges Bauhilfsmittel. Die Faschine ist ein 4 m langes und ca. 50 cm starkes Bündel aus Weiden- oder Erlenholz. Der fast durchwegs schlechte Baugrund erforderte überaus viel Faschinenholz, das in der Hauptsache aus dem Ausland (Bayern, Württemberg und Baden) bezogen wurde. Über 41.000 m³ Faschinenholz kamen zum Einsatz.“

## Militärische Nutzung von Faschinen
Neben dem Wasserbau war die militärische Nutzung immer ein wichtiges Anwendungsgebiet für Faschinen. Reisigbündel ließen sich schnell mit örtlichem Material erstellen. Mit ihrer Hilfe wurden die Wände von Laufgräben verstärkt, um das Nachrutschen der Erde zu verhindern. Des Weiteren wurden damit ganze Artilleriestellungen (Batterien) gebaut. Zum Überwinden von Gräben wurden die Bündel in großen Mengen in den Graben geworfen. Diese Methode hat sich auch noch während des Ersten und Zweiten Weltkrieges bewährt, allerdings mit dem Unterschied, dass Panzer zum Transport benutzt wurden.
Erst in den 1980er Jahren wurde von britischen Pionieren eine Neuerung eingeführt. Speziell, um wassergefüllte Gräben überqueren zu können, werden Bündel von stabilen Rohren in den Graben geworfen. Dieses leicht zu transportierende Material ist stabil genug, um selbst Panzer tragen zu können. Als erwünschter Nebeneffekt wird ein Aufstauen fließenden Wassers vermieden, so dass auf eine zusätzliche Drainage verzichtet werden kann.

Britische Panzer mit Faschinen 1918 (WK1) (6-Seit-Prismen)
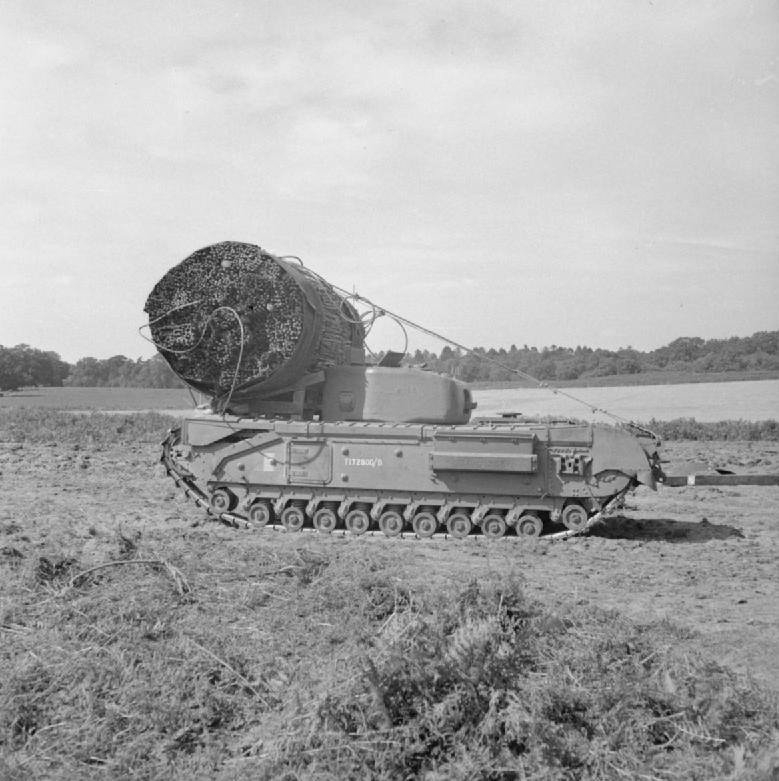
Britischer Panzer mit Faschinen im Zweiten Weltkrieg (Paket aus Stangenbündeln)
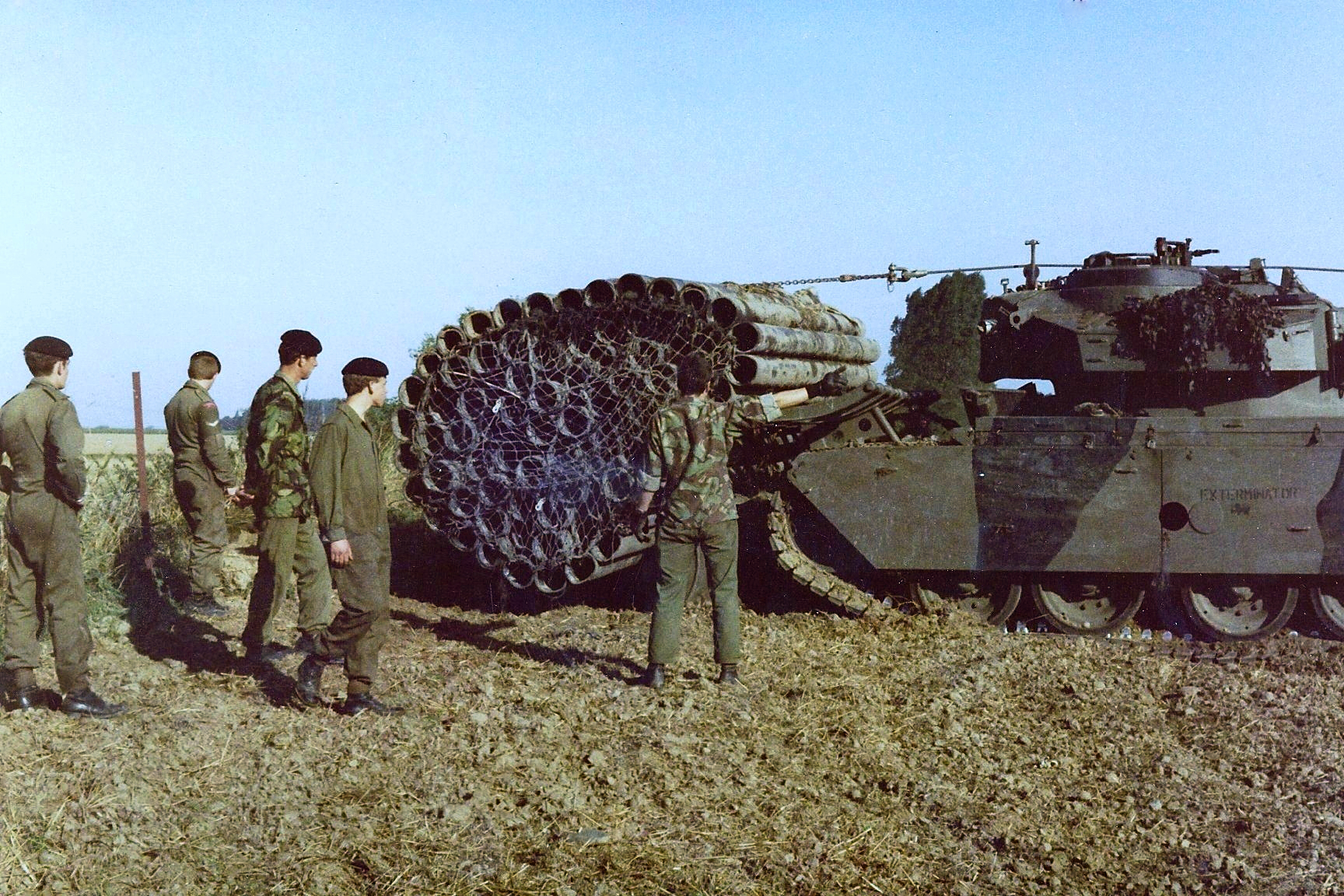
Britischer Panzer mit Faschine aus verketteten Kunststoffrohren plus Netz